# Concepción Buenavista
Concepción Buenavista là một đô thị thuộc bang Oaxaca, México. Năm 2005, dân số của đô thị này là 828 người.